# عبد الله السبع
عبد الله السبع إعلامي تقني ومقدم برامج سعودي متخصص في التكنولوجيا، ولد عام 1991م. بدأ كتابة المحتوى التقني عام 2009م، يقدم برنامج (تيك بلس) على تلفزيون الشرق، وقدّم برنامج (مستقبل Tech) على قناة SBC، وحصل على جائزة (صنّاع الترفية Joy Awards) في نسختها الثانية كأفضل مؤثر في مواقع التواصل الاجتماعي من الهيئة العامة للترفية عام 2022.

## التعليم
- حاصل على بكالوريوس في المحاسبة.[5]

## العمل
- محرر تقني في صحيفة إندبندنت عربية.[6][7]
- قدم برنامج (مستقبل Tech) على قناة SBC من سبتمبر 2021.[8]
- قدم برنامج (تيك بلس) على تلفزيون الشرق عام 2023.[2]